# Морж бркови
Морж бркови је стил у ком се бркови пуштају да буду дебели и густи, и да падају преко уста. Бркови личе на бркове моржа, отуд и име.

## Историја
Иако су прво били део изгледа Келта и Гала, популарност морж бркова је достигла врхунац крајем 19. и почетком 20. века. Бркове су носили сви од научника и филозофа, до политичара.
Популарност бркова је опала 1920их година. Данас обично старија господа носе овакав стил бркова.

## Стилови
У неким случајевима, бркови не падају само преко уста, већ се проширују преко лица. Некада се могу повезати са зулуфима и косом, као код Амброза Бернсајда.
Многи мушкарци су кроз историју носили ове бркове, укључујући америчког председника Теодора Рузвелта, америчког аутора Марк Твена, немачког филозофа Фридриха Ничеа, пољске политичаре Јозефа Пилсудскиа и Лех Валенса, као и совјетског вођу Јосифа Стаљина. Џејми Хајнеман, водитељ емисије Разоткривачи митова, је такође познат по овим брковима, због којих његов ко-водитељ, Адам Севиџ, често прави шале.